# 혼다 도시쓰구
혼다 도시쓰구(일본어: 本多俊次)는 에도 시대 전기의 다이묘로서 오미 제제번 제2대 번주, 미카와 니시오 번주, 이세 가메야마 번주를 지냈다. 사카이 다다쓰구의 손자이다. 혼다 가 야스토시 계(康俊系本多家) 종가 제2대 당주.
| 전임 혼다 야스토시 이시카와 노리유키 | 제2대 제제번 번주 (혼다 히코하치로 가, 재봉(1651년)) 1621년 1651년 ~ 1664년 | 후임 스가누마 사다요시 혼다 야스마사 |

| 전임 마쓰다이라 나리시게 | 니시오 번 번주(혼다 히코하치로 가) 1621년 ~ 1636년 | 후임 막부령(오타 스케무네) |

| 전임 미야케 야스모리 | 이세 가메야마 번 번주(혼다 히코하치로 가) 1636년 ~ 1651년 | 후임 이시카와 노리유키 |